# Philipp Grubauer
Philipp Grubauer (ur. 25 listopada 1991 w Rosenheim, Niemcy) – niemiecki hokeista, gracz ligi NHL, reprezentant Niemiec.

## Kariera klubowa
- Starbulls Rosenheim (2004 – 2008)
- Belleville Bulls (2008 – 6.01.2010)
- Windsor Spitfires (6.01.2010 – 28.06.2010)
- Kingston Frontenacs (26.06.2010 – 5.10.2010)
- Washington Capitols (5.10.2010 – 23.06.2018)
  -  South Carolina Stingrays (2011-2012)
  -  Hershey Bears (2012-2015)
  -  Reading Royals (2012-2013)
- Colorado Avalanche (23.06.2018 – 2021)
- Seattle Kraken (2021-)

Pod koniec lipca 2021 ogłoszono jego transfer do Seattle Kraken w NHL i sześcioletni kontrakt.

## Kariera reprezentacyjna
- Reprezentant Niemiec na MŚJ U-18 w 2008
- Reprezentant Niemiec na MŚJ U-20 w 2009
- Reprezentant Niemiec na MŚJ U-20 w 2010
- Reprezentant Niemiec na MŚJ U-20 w 2011
- Reprezentant Niemiec na MŚ w 2014
- Członek drużyny Europy na Pucharze Świata w 2016
- Reprezentant Niemiec na MŚ 2017, 2022

## Sukcesy
Reprezentacyjne
- Srebrny medal z reprezentacją Europy na Pucharze Świata 2016

Indywidualne
- Występ w Meczu Gwiazd ligi AHL w sezonie 2014-2015

Klubowe
- Puchar Stanleya z zespołem Washington Capitals w sezonie 2017-2018